# Kościół św. Marcina w Bukowcu (powiat karkonoski)
Kościół pod wezwaniem świętego Marcina w Bukowcu – późnogotycka świątynia będąca kościołem filialnym parafii pw. św. Jana Chrzciciela w Bukowcu.

## Historia

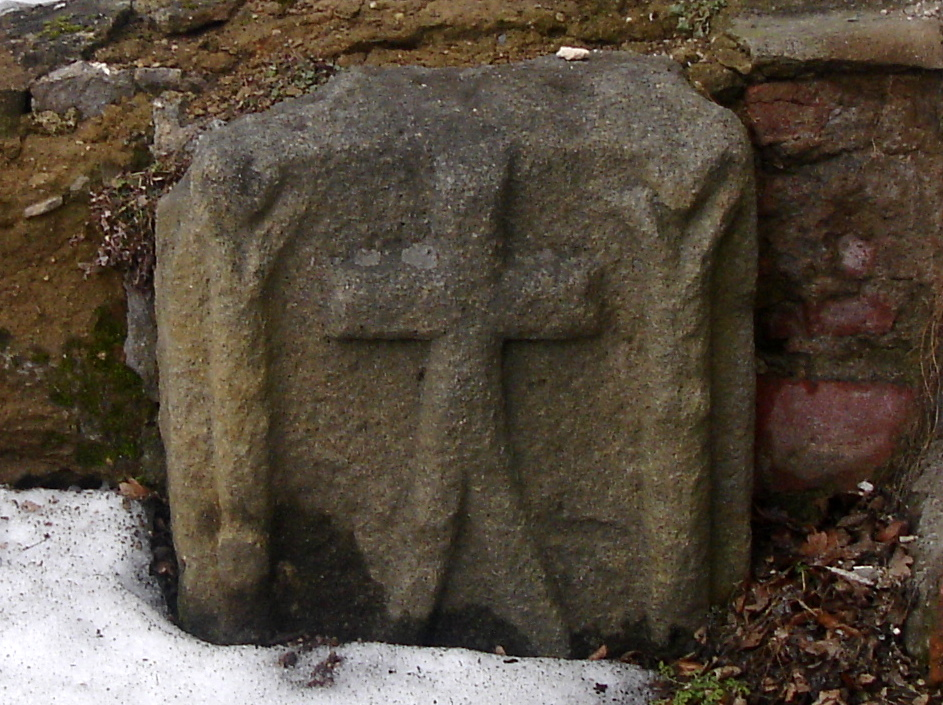
Kamień z rytem krzyża przy kościele

Pierwsze wzmianki o kościele pochodzą z 1399 i 1402 roku. W XVI wieku budowla ta prawdopodobnie została przebudowana przez śląski ród von Zedlitzów, otrzymując obecną formę. Jest to budowla jednonawowa, orientowana, z wieżą od zachodu i kaplicą dobudowaną od północy. W tym czasie we wnętrzu kościoła umieszczony został nagrobek z herbem arystokratycznego rodu. Herb ten znajduje się również na zworniku sklepienia krzyżowo-żebrowego nad prezbiterium świątyni. Kaplica północna, najstarsza część kościoła, zachowała sklepienie kryształowe, bardzo rzadko spotykane na terenie Polski. Obecnie budynek spełnia rolę kaplicy cmentarnej.
Kościół otoczony jest kamiennym murem obronnym z basztą bramną. Tuż obok niej znajduje się kamień z rytem krzyża rozdwojonego u podstawy. 